# Eocarcharia
 Eocarcharia  (aus dem Griechischen: Eos = Dämmerung, karcharias = Hai, dinops = furchterregende Augen) ist eine Gattung theropoder Dinosaurier aus der Gruppe der Carcharodontosauridae. Die Tiere lebten in der Unterkreide (Aptium bis Albium).
Einzig die Typusart E. dinops wurde wissenschaftlich beschrieben (Sereno & Brusatte, 2008).
Fragmentierte Schädelteile wurden im Jahre 2000 in der Elrhaz-Formation in der Ténéré-Wüste im westafrikanischen Niger entdeckt. Die Entdeckung wurde 2008 gemeinsam von den Paläontologen Paul C. Sereno und Stephen L. Brusatte veröffentlicht.
Eocarcharia ist neben Acrocanthosaurus der älteste bekannte Carcharodontosauridae. Seine Länge wird auf etwa sechs bis acht Meter geschätzt.